# Vandgran-slægten
Vandgran-slægten (Metasequoia) er en planteslægt, der førhen kun var kendt fra fossile spor i kullagene, og man anså den for uddød, indtil en enkelt art blev beskrevet fra nogle lokaliteter i det vestlige Kina (Sichuan- og Hubeiprovinserne).
| Arter |

- Vandgran (Metasequoia glyptostroboides)